# Imperfection (canção)
"Imperfection" é uma canção da banda americana de metal alternativo Evanescence. É a décima sexta faixa e o segundo single de seu quarto álbum de estúdio Synthesis. A canção foi lançada digitalmente em 15 de setembro de 2017.

## Contexto
Segundo a vocalista Amy Lee, ela considera essa canção como a mais importante do álbum que fala sobre doenças mentais e outros problemas psicológicos.
"Para mim, esta é a música mais importante do álbum", diz Lee sobre "Imperfection", acrescentando: "Eu lutei com as letras porque há muito a dizer, mas na verdade eu não tinha certeza do que dizer".
Ela continua dizendo: "Quando as letras começaram a surgir, acabou por falar com todas as pessoas que perdemos por causa de suicídio e da depressão. Eu estava cantando na perspectiva da pessoa deixada para trás - é um apelo para lutar para sua vida, para ficar, e que todos nós precisamos uns dos outros como seres humanos. Não se proste ao medo - eu tenho que me dizer isso todos os dias. Ninguém é perfeito. Somos todos imperfeitos, e é precisamente aquelas imperfeições que nos fazem quem somos, e temos que abraçá-las, porque há tanta beleza nessas diferenças. Vale a pena lutar pela vida. Você vale a pena lutar".

## Videoclipe
Um videoclipe para canção foi filmado em Los Angeles, Califórnia em 15 de setembro de 2017 por Paul Brown. Teasers foram carregados na conta official do Instagram de Evanescence. Will Hunt e Dani McCord também publicaram teasers. Nesse vídeo, Amy está debaixo de chuva, enquanto cada membro da banda está debaixo d'água num tanque e há uma pequena garota conhecida como "Rogue". O videoclipe estreou exclusivamente no NME em 19 de outubro de 2017, antes de estar disponível no canal do YouTube de Evanescence.

## Faixas
| Download digital |                |         |  |
| N.º              | Título         | Duração |  |
| 1.               | "Imperfection" | 4:22    |  |